# Lymington River
Lymington River är ett vattendrag i Storbritannien.   Det ligger i riksdelen England, i den södra delen av landet, 130 km sydväst om huvudstaden London.